# Crepidodera nana
Crepidodera nana är en skalbaggsart som först beskrevs av Thomas Say 1824.  Crepidodera nana ingår i släktet Crepidodera och familjen bladbaggar. Inga underarter finns listade i Catalogue of Life.